# Айдос (хълм)
Хълмът Айдос (на турски: Aydos Tepesi) е хълм в северната част на район Картал в Истанбул, Турция. Неговият връх на 537 м над морското равнище е най-високата точка на Истанбул. Хълмът е заобиколен от гора.

## Топонимия на Айдос
Името на Айдос идва от крепостта Айдос, която се е намирала до хълма. Крепостта е построена през първата половина на VI век от Римската империя. Днес руините на крепостта Айдос се намират в районите Султанбейли и Пендик в Истанбул.
|  | Тази страница частично или изцяло представлява превод на страницата Aydos Hill в Уикипедия на английски. Оригиналният текст, както и този превод, са защитени от Лиценза „Криейтив Комънс – Признание – Споделяне на споделеното“, а за съдържание, създадено преди юни 2009 година – от Лиценза за свободна документация на ГНУ. Прегледайте историята на редакциите на оригиналната страница, както и на преводната страница, за да видите списъка на съавторите. ВАЖНО: Този шаблон се отнася единствено до авторските права върху съдържанието на статията. Добавянето му не отменя изискването да се посочват конкретни източници на твърденията, които да бъдат благонадеждни. |